# Zygmunt Vogel
Zygmunt Vogel (15. června 1764, Wołczyn – 20. dubna 1826, Varšava) byl polský ilustrátor, vzdělanec a malíř. V minulosti býval označován jako Ptaszek (což je polsky „pták“): je to odkaz na jeho jméno (které znamená „pták“ v němčině) a na to, že mnoho let strávil téměř trvalým cestováním.

## Životopis
Jeho otec byl vrchním kuchařem u knížete Michała Fryderyka Czartoryskeho a zemřel, když byl Zygmunt ještě malý. Poté se Vogel a jeho matka dostali pod ochranu knížete. Když byl starší, byl poslán do Varšavy na studium vědy s tím cílem, aby se stal architektem. Když mu bylo šestnáct let, tak mu Stanisław Potocki (významný sběratel umění) představil práci Bernarda Bellotta. Vogel se rozhodl, že se raději stane malířem, který maluje městské scény. Byl přijat na Královskou malířskou školu, pod vedením Marcella Bacciarelliho. Nejprve maloval práce v Bellottově stylu na objednávku hraběte Michała Jerzeho Mniszecha, ale brzy si vyvinul vlastní styl pro vytváření scenérií z Varšavy. Používal spíše vodové barvy, inkoust a tužku, než aby používal oleje.
V roce 1787 Vogel získal zakázku od krále Stanisława II. Augusta. Jeho prvním objednávka zahrnovala cestu do Krzeszowice, Alwernia, Olkusze, Rabsztyna, Pieskowe Skały a jiných lokalit, a to kvůli sběru historických materiálů. Po svém návratu použil kresby pro to, aby vytvořil album 63 kreseb a akvarelů, které vydal roku 1806 u Jana Zachariasze Freye (spolu s některými Freyeovými vlastními rytinami založenými na Vogelových kresbách). Poté byl vyslán do Gdaňska a strávil zde dva roky, ačkoliv z té doby se zachovalo málo jeho kreseb. V následujících letech cestoval po Polsku, maloval hrady, města a domy. Jeho první cyklus deseti prací objednal jeho starý známý Potockim, a to pro své nové letní sídlo nedaleko Olesina. I přes cestování se Vogel účastnil královských čtvrtečních večeří, kdykoliv to bylo možné.
Po králově abdikaci byl Vogel přinucen si najít pravidelné zaměstnání. Začal jakožto učitel na Varšavském lyceu. V roce 1817 byl jmenován do křesla vedoucího pro perspektivu v oddělení krásných umění Varšavské univerzity. Toto místo si podržel do konce svého života. Mezi jeho nejznámější studenty patřili Aleksander Kokular a Franciszek Pfanhauser. V roce 1818 byl Vogel vyznamenán Řádem svatého Stanislava.